# Файнс Клинтон, Генри
Генри Файнс Клинтон (англ. Henry Fynes Clinton; 14 января 1781 — 24 октября 1852) — английский филолог и историк.
Из аристократической семьи: потомок по прямой мужской линии Генри Клинтона, 2-го графа Линкольна. С 1806 по 1826 годы был членом палаты общин. Его главные работы — долгое время оставались незаменимыми пособиями для определения дат греческой и римской истории: «Fasti Hellenici, a Civil and Literary Chronology of Greece» (1824—1834) и «Fasti Romani, a Civil and Literary Chronology of Rome and Constantinople from the Death of Augustus to the death of Heraclius» (I—II, 1845, 1851). В 1851 году он опубликовал извлечение из своего первого труда; в 1853 году вышло извлечение из второго. В 1854 году опубликовано «The Literary Remains of H. F. Clinton».